# Rustam Bastuni
Rustam Bastuni (hebr.: רוסתם בסתוני, arab.: روستم بستوني, ur. 15 marca 1923 w At-Tira, zm. 26 kwietnia 1994) – izraelski architekt, dziennikarz i polityk narodowości arabskiej, pierwszy Arab, który dostał się do Knesetu z listy ugrupowania syjonistycznego – Zjednoczonej Partii Robotniczej (Mapam); był posłem w latach 1951–1955.

## Życiorys
Urodził się 15 marca 1923 w At-Tira w ówczesnym Brytyjskim Mandacie Palestyny. Ukończył studia z zakresu architektury w Instytucie Technologii Technion w Hajfie. Pracował jako nauczyciel. Zaangażował się politycznie – dołączył do Mapam, działał w arabskim oddziale partii, był redaktorem naczelnym Al-Fadżr – partyjnego tygodnika wydawanego w języku arabskim. Z listy tego ugrupowania w wyborach parlamentarnych w 1951 po raz pierwszy i jedyny dostał się do izraelskiego parlamentu. Stał się pierwszym Arabem, który został posłem do Knesetu z listy ugrupowania wywodzącego się z ruchu syjonistycznego. W Knesecie pierwszej i drugiej kadencji byli już arabscy posłowie, ale z list ugrupowań arabskich (Demokratyczna Lista Nazaretu, Demokratyczna Lista Izraelskich Arabów, Postęp i Praca, Rolnictwo i Rozwój) lub komunistycznych (Maki). W parlamencie Bastuni zasiadał w czterech komisjach: pracy; służby publicznej; spraw wewnętrznych oraz konstytucyjnej, prawa i sprawiedliwości. Po rozłamie do jakiego doszło w Mapam po procesie praskim (m.in. Rudolfa Slánský’ego) w 1953 opuścił tę partię i wraz z Awrahamem Bermanem i Mosze Snehem stworzył efemeryczne ugrupowanie – Frakcję Lewicową. Bastuni pod koniec kadencji powrócił jednak do Mapam, zaś Sneh i Berman dołączyli do Komunistycznej Partii Izraela. Pracował jako doradca w Ministerstwie Budownictwa. W kolejnych wyborach nie uzyskał reelekcji. Działał na rzecz porozumienia izraelsko-arabskiego, w 1966 założył organizację izraelskich Arabów pracujących na rzecz Izraela.
W 1969 wyemigrował do Stanów Zjednoczonych. Zmarł 26 kwietnia 1994.